# Gaizka Mendieta Zabala
Gaizka Mendieta Zabala és un exfutbolista natural del País Basc, però criat i format esportivament a Castelló. Va nàixer a Bilbao (País Basc) el 27 de març de 1974 i jugava com a centrecampista, encara que també ho feu de defensa lateral. És el fill d'Andrés Mendieta, antic porter del CE Castelló i home fortament vinculat al club.

## Trajectòria
Gaizka Mendieta és considerat un dels millors futbolistes d'Espanya dels anys 90. Va començar jugant al CD Tonín, d'on va passar a les categories inferiors del CE Castelló. Ja des de ben menut destacava per les seves excepcionals condicions físiques. No debades, també va practicar l'atletisme i el bàsquet. Amb només desset anys va ser convocat pel primer equip, dirigit llavors per Lucien Müller, el 13 de desembre de 1991 per a jugar a Mèrida. El seu debut en partit oficial fou a la Copa del Rei, a l'anada dels vuitens de finals contra el CD Logroñés al Nou Castàlia (2-0), ja amb Quique Hernández. Malgrat que el club albinegre va tenir tres entrenadors aquella campanya (els dos esmentats i García Hernández), tots es van fixar en aquell jove migcampista, que acabà disputant 16 partits de lliga. Al final de la temporada fou traspassat al València CF.
Amb el València CF va guanyar una Copa del Rei, una Supercopa d'Espanya i va disputar dues finals consecutives de la Lliga de Campions, el 2000 i 2001. La seua classe com a interior dret i la seua capacitat golejadora el van dur a ser un dels futbolistes més cotitzats d'Europa de final dels anys 90. El València CF va arribar a rebutjar una oferta per ell del Reial Madrid superior als 24 milions d'euros. A la fi, el 2001, Mendieta va ser traspassat a la SS Lazio, però no es va adaptar al futbol italià i en la temporada 2002-2003 va tornar a la lliga espanyola per a jugar cedit en el FC Barcelona. Mendieta va rendir a un bon nivell en el conjunt català, però a causa de la seua alta fitxa econòmica va haver de tornar a la Lazio. El 2003 va ser traspassat al Middlesbrough FC de la lliga anglesa on jugà des de la temporada 2003-2004 fins a la 2007-2008.

### Internacional
Mendieta va jugar 40 partits amb la selecció espanyola entre 1999 i 2002. El seu debut es va produir en l'històric 9-0 a Àustria de la classificació per a l'Eurocopa 2000, en un partit precisament disputat a Mestalla. El seu primer gol va tancar l'altre 9-0 d'aquella prèvia, en aquesta ocasió front a San Marino. Va participar en la posterior Eurocopa d'Holanda i Bèlgica 2000 i en el Mundial de Corea i Japó 2002, a més dels Jocs Olímpics d'Atlanta 1996.

## Clubs
- Categories inferiors del Tonín i el CE Castelló.
- CE Castelló - 1991-1992 - Segona divisió.
- València B - 1992-1993 - Segona B.
- València CF – 1993-2001 - Primera divisió.
- SS Lazio - 2001-2002 - Sèrie A italiana.
- FC Barcelona - 2002-2003 - Primera divisió.
- Middlesbrough FC - 2003-2008 - Premier League anglesa.

## Palmarès
- 1 Copa del Rei: 1999 amb el València CF.
- 1 Supercopa d'Espanya: 1999 amb el València CF.
- 1 Copa de la Lliga anglesa de futbol: 2004 amb el Middlesbrough FC.

### Altres mèrits
- 2 cops triat millor migcampista de la Lliga de Campions per la UEFA: 1999/00 i 2000/01 amb el València CF.
- 2 cops finalista de la Lliga de Campions: 1999/00 i 2000/01 amb el València CF.